# Ireneusz Jurczak
Ireneusz Jurczak (ur. 21 kwietnia 1965) – polski bokser amatorski, srebrny medalista mistrzostw Polski (1989) w kategorii piórkowej oraz młodzieżowy mistrz Polski (1984) w kategorii koguciej. Podczas swojej kariery amatorskiej reprezentował barwy klubu MZKS Knurów oraz Górnika Knurów.

## Kariera amatorska
W 1984 roku zdobył młodzieżowe mistrzostwo Polski w kategorii piórkowej. W finale zawodów pokonał Dariusza Kasprzaka.
Na mistrzostwach Polski seniorów rywalizował tylko raz, w roku 1989. Jurczak wywalczył srebrny medal w kategorii piórkowej. W finale pokonał go Rafał Rudzki.

### Inne rezultaty
- Turniej im. Feliksa Stamma, Warszawa 1985 - ćwierćfinał[4]
- Turniej o Czarne Diamenty, Zabrze 1983 - ćwierćfinał[5]
- Mistrzostwa Polski Juniorów, Dębica 1982 - 1/8 finału[6]